# Internationales Germanistenlexikon 1800-1950
L'Internationale Germanistenlexikon 1800-1950 (IGL), connu sous le nom de Germanistenlexikon en abrégé, est un ouvrage de référence en trois volumes publié en 2003 par Verlag de Gruyter. Le lexique est développé au sein du bureau de Marbach de recherche sur l'histoire des études allemandes. Son directeur de l'époque, Christoph König, fait office de rédacteur en chef des volumes.

## Contenu
L'Internationale Germanistenlexikon contient des articles sur 1 514 personnes de 44 pays. Le lexique commence « avec l’institutionnalisation du sujet en Allemagne vers 1800 » et prend en compte les chercheurs allemands qui « ont publié leur premier livre vers 1950 ». Les articles respectifs fournissent des informations sur la vie, la carrière, les publications, la littérature (sur la personne concernée) et les archives dans lesquelles sont disponibles des documents sur la personne concernée. Le lexique est créé entre 1995 et 2002 et est financé par la Fondation allemande pour la recherche.
Après sa publication en novembre 2003, le lexique déclenche un débat public historique majeur, autour de deux questions : peut-on être accepté dans le NSDAP sans connaissance ? Qu’est-ce que cela signifie que la génération de germanistes qui ont réformé l’université allemande dans les années 1960 sont devenues membres du NSDAP en tant que jeunes adultes sans en parler plus tard ? Le débat s'est basé sur l'évaluation systématique du fichier des membres du NSDAP sur la base des chercheurs inclus dans le lexique ; Lorsqu'une entrée est trouvée, König donnait aux personnes concernées la possibilité de commenter avant la publication du lexique - ces commentaires étaient, si nécessaire, imprimés dans les articles respectifs. Dans sa revue de l'IGL, Theodore Ziolkowski se tourne vers l'avenir : « Il incombe à une future équipe d'utiliser ce modèle réussi pour élargir le lexique afin d'inclure les études allemandes internationalisées de la seconde moitié du XXe siècle, avec un accent particulier sur la théorisation et l’interdisciplinarisation du sujet doivent être